# Alexis Muston
Alexis Muston (11 de febrero de 1810 - 6 de abril de 1888), pastor valdense y más tarde, de la Iglesia reformada de Francia en Bourdeaux, historiador e intelectual.

## Biografía
Nació en Torre Pellice, el primero de seis hijos de Georges Muston, pastor de Bobbio Pellice, y Madeleine Jahier. Completó estudios teológicos en Lausana y en Estrasburgo (donde fue consagrado como pastor en diciembre de 1833) y completó su doctorado en 1834. Además de estudios de teología, asistió a cursos de ciencias naturales y medicina, obteniendo el derecho a ejercer como oficial de salud.
Alexis Muston se ve obligado a huir precipitadamente en Francia, en enero de 1835, cruzando los Alpes nevados en difíciles condiciones. Amigo de Michelet, Lamartine, Hugo, Büchner o Georges Sand, conoce una deslumbrante juventud de dandi, poeta y seductor. Lejos de la austeridad que implicaría su calidad pastoral, es devorado por tres pasiones: los Alpes, la historia, el amor. Desde 1825 hasta su muerte, escribió un Diario de unas 2000 páginas, de las cuales fue publicado el primer volumen. Descubrimos en el a un viajero, botánico, entomólogo, geólogo, acuarelista y delineante de primer orden, así como a un hombre que ama a las mujeres locamente.
Fue miembro fundador de la "Societá di Studi Valdesi".

## Publicaciones
- A. Muston, Histoire des Vaudois des Vallées du Piemont et des leurs colonies depuis leur origine jusqu’à nos jours, París, Levrault 1834.
- A. Muston, Alberte de Poitiers, poéme relative à Bordeaux sur Roubion,Valence, M. Aurel frères, 1838.
- A. Muston, Les Néolyres, recueil de poesies, Valence, Marc Aurel frères, 1838.
- A. Muston, Les Vaudois des Alpes italiennes de 1685 à 1694. Poème – Les premiers chants, París, Paulin et Lechevalier, 1845.
- A. Muston, La couronne d’épines ou saccagement de la Colonie jadis si florissante des Vaudois en Calabre, París, M. Ducloux, 1849.
- A. Muston, Siloé des Alpes, ou sources vives de la grace jaillisantes dans l’Église vaudoise depuis les premiers siècles jusqu’à la Reformation, París, M. Ducloux, 1849.
- A. Muston, Les parfums de l’hysope ou la foi dans les solitudes, histoire des Églises Vaudoises des Hautes Alpes, Parigi, M. Ducloux, 1849.
- A. Muston, Les Martyrs vaudois, ou les Confesseurs de la vérité dans les vallées du Piémont, París, M. Ducloux, 1849.
- A. Muston, La Gossen opprimèe. Histoire jusqu’ici inconnue des Églises Vaudoises du Pragela. Depuis les temps les plus anciens jusqu’à leu extinction, París, M. Ducloux, 1850.
- A. Muston, Les Vallées Vaudoises sous la domination française, Parigi, M. Ducloux, 1850.
- A. Muston, F. Mailhet, Les Pâsques piémontaises ou le massacre des vaudois du Piémont en 1655, París, Marc Ducloux, 1850.
- A. Muston, Le Lys d’Israel abattus par l’orage, París, M. Ducloux,1850.
- A. Muston, l’Israel des Alpes. Première histoire complete des Vaudois du Piémont et de leur colonie. Suivie d’une bibliografie, París, M. Ducloux, 1851
- A. Muston, The Israel of the Alpes: a history of the persecutions of the Waldenses. Londra, Ingram-Cooke 1852 e 1853.
- A. Muston, Valdésie poème, París, Hachette, 1863.
- A. Muston, Voyage d’exil, Estr. Da L’Esperance. Journal de la Jeunesse Chretienne, 33 (1886) n. 6-11),Valence 1886.
- A. Muston, Le Belvédère du Pelvas (annuaire du Club Alpin Français, 7e volume), París, Chamerot 1880.